# Eumetcal
Eumetcal est un portail internet européen pour la formation en météorologie. Le projet Eumetcal est financé par Eumetnet (la communité des services météorologiques européens) et EUMETSAT. Son but est de faciliter la coopération pour la formation en météorologie : 
- échange et mise à disposition de matériel pédagogique en ligne ;
- création de cours ;
- aide sur les techniques des EAO (Enseignement assisté par ordinateur).